# Baboo da Silva
Maurício "Baboo" da Silva (Ivaiporã, 28 de novembro de 1967) é um carateca kyokushin e ex-kickboxer profissional brasileiro. Ele é um treinador profissional e treinador de K-1 e MMA (Mixed Martial Arts), que treinou uma série de lutadores de classe mundial, incluindo Francisco Filho, Glaube Feitosa, Andrews Nakahara, Ewerton Teixeira e Ray Sefo. De 1998 a 2004, trabalhou como treinador e parceiro de treinos para Francisco Filho. Ele viveu em Tóquio, Japão, de 2005 a dezembro de 2010. Ele lutou no K-1 PREMIUM 2003 Dynamite!! contra Sylvester Terkay em Nagoia, Japão.